# Симмонс, Эмори Гай
Э́мори Гай Си́ммонс (англ. Emory Guy Simmons, 12 апреля 1920 — 3 июня 2013) — американский миколог, специалист по тёмноокрашенным (демациевым) гифомицетам, мировой эксперт по систематике родов Alternaria и Stemphylium, профессор Массачусетского университета в Амхерсте.

## Биография
Родился 12 апреля 1920 года в городке Хилсборо на западе Индианы в семье Флойда Симмонса и его супруги Эстел Мэй Макалистер. Учился в Колледже Уобаш в Крофордсвилле, окончил его в 1941 году. В 1942—1945 годах служил в армии в Италии и Северной Африке. После войны учился в Университете Депо, в 1946 году получил степень магистра.
Диссертацию доктора философии готовил в Мичиганском университете под руководством Льюиса Эдгара Вемейера, защитил её в 1950 году. В течение трёх лет работал инструктором в Дартмутском колледже в Нью-Хэмпшире. С 1953 по 1974 год — в Квартермейстерской коллекции культур грибов. С 1974 года работал в Массачусетском университете в Амхерсте. В 1977—1982 годах — профессор микробиологии, в 1983—1987 годах — адъюнкт-профессор ботаники.
С 1972 по 1980 год занимал должность адъюнкт-профессора Род-Айлендского университета, с 1984 по 1992 год — Университета Касетсарт в Бангкоке.
В 1987 году вернулся в Колледж Уобаш, где был назначен научным сотрудником.
В 1967 году Симмонс был избран президентом Микологического общества Америки. В 1988 году удостоен почётной степени доктора Университета Касетсарт, присвоенной лично королём Рамой IX. В 1990 году стал обладателем награды выдающемуся микологу Микологического общества Америки.
Скончался 3 июня 2013 года.

## Некоторые научные работы
- Simmons E. G. Alternaria: An Identification Manual. — Utrecht, 2007. — 775 p. — ISBN 90-70351-68-4.

## Роды и некоторые виды грибов, названные именем Э. Симмонса
- Simmonsiella J.L.Crane & A.N.Mill., 2016
- Alternaria simmonsii Gannibal, 2011
- Catenularia simmonsii Morgan-Jones, 1972 — Sporoschismopsis simmonsii (Morgan-Jones) Hol.-Jech. & Hennebert, 1972
- Clathrospora simmonsii Wehm., 1952
- Oncopodium simmonsii B.Sutton, 1978
- Stemphylium simmonsii Woudenb. & Crous, 2017
- Trichoderma simmonsii P.Chaverri et al., 2014